# Francoaceae
Francoaceae är en familj av tvåhjärtbladiga växter. Francoaceae ingår i ordningen näveordningen, klassen tvåhjärtbladiga blomväxter, fylumet kärlväxter och riket växter. Enligt Catalogue of Life omfattar familjen Francoaceae 2 arter. 
Kladogram enligt Catalogue of Life:
| Francoaceae | \| \| Francoa \| \| \| \| \| \| Tetilla \| \| \| \| |
|             | \| \| Francoa \| \| \| \| \| \| Tetilla \| \| \| \| |
|             | näveväxter                                          |
|             |                                                     |
|             | Melianthaceae                                       |
|             |                                                     |
|             | Vivianiaceae                                        |
|             |                                                     |
|             | Francoa                                             |
|             |                                                     |
|             | Tetilla                                             |
|             |                                                     |

|  | Francoa |
|  |         |
|  | Tetilla |
|  |         |